# Sprint (cykling)

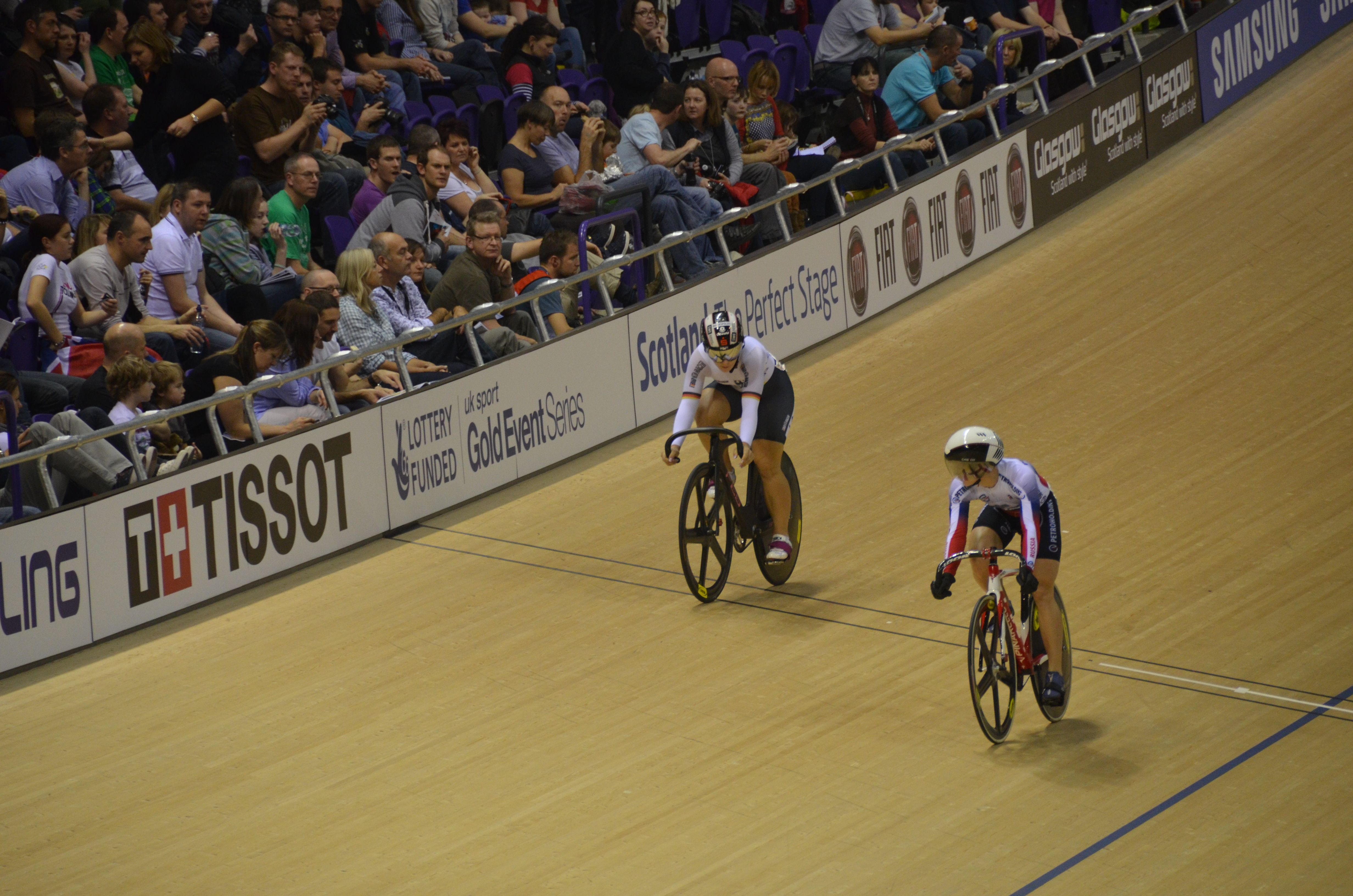
Kristina Vogel (t.v..) och Elena Brejniva "lurpassar" på varandra: Vem sätter igång först?

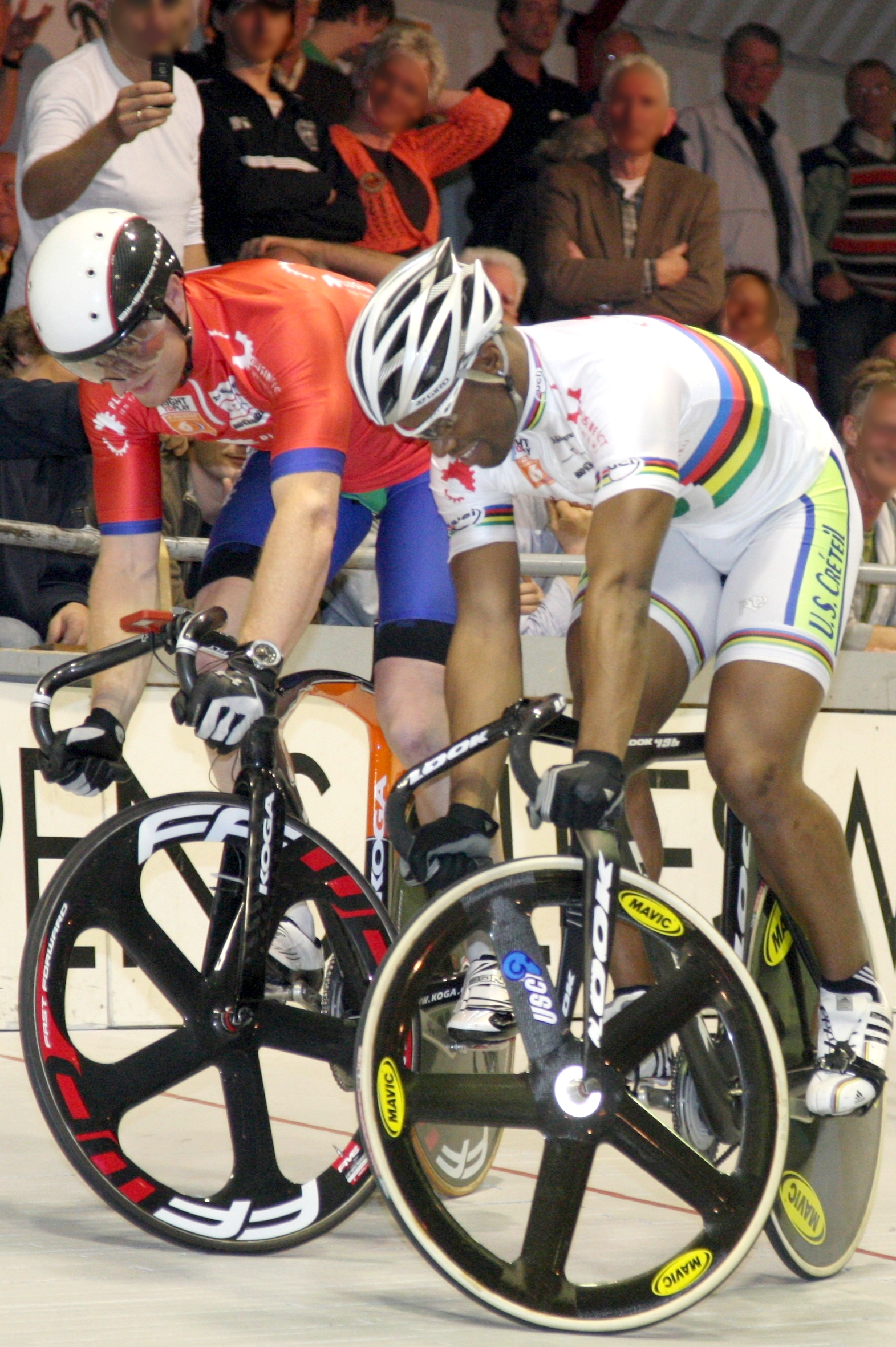
Stillestånd i ett möte mellan Yondi Schmidt och den i regnbågströja klädde sprintvärldsmästaren Grégory Baugé 2009.

Individuell sprint, ofta bara kallad sprint, är en gren inom bancykling där två, ibland tre eller fyra, deltagare möts och den som är först i mål vinner. Man kör tre varv om banlängden understiger 333 m och två varv om banan är längre.
Tävlingen inleds med en kvalificering där deltagarna kör det förutbestämda antalet varv individuellt och tiden på de sista 200 meterna (kvalet motsvarar alltså ett tidslopp över 200 m med flygande start) är deltagarens kvalresultat. Detta resultat avgör vilka deltagare som går vidare till "matchloppen" och vilka som möter varandra i dessa. Vid världsmästerskap och i Nations Cup går 28 vidare, medan 24 går vidare i olympiska spel.
Matchloppen tillgår så att båda (alla) löparna startar vid mållinjen och när de föreskrivna två eller tre varven körts är den som kom först över linjen loppets vinnare. Men, till skillnad från de individuella kvalloppen, där deltagaren vill komma upp i högsta hastighet "snararst möjligt", är det raka motsatsen i matcherna och loppen går ofta helt i stå – bokstavligen. Ingen vill dra igång spurten eftersom den som ligger i "suget" bakom den andre har en klar fördel. För att i viss mån påskynda loppet är det föreskrivet att den som startar innerst måste leda loppet i minst "promenadtakt" åtminstone till mitten av den motstta långsidan (till den röda start-/mållinjen för förföljelselopp) så länge han/hon ej blir omkörd (men inga manövrer för att få motståndaren att köra om får vidtagas). Dessutom är stillestånd (där cyklisterna balanserar på en stillastående cykel) begränsade till två stycken på maximalt 30 sekunder vardera, sedan måste den som leder loppet rulla vidare (på uppmaning av loppets starter). När spurten till slut kommer igång skall deltagarna hålla sin linje och motståndaren får inte stängas eller trängas på sådant sätt att denne tvingas sänka sin fart. Ej heller får man köra om en motståndare på vänster sida om denne ligger mellan banans innerkant och den röda sprintlinjen som går längs banan 85 cm in på denna och efter en omkörning till höger får den omkörande inte svänga in över sprintlinjen förrän ledningen är minst en cykellängd.
Trots namnet har grenen inte mycket gemensamt med lagsprint.

## Världsmästerskap
Sprint har körts vid världsmästerskapen sedan dessa startade 1893 och 1895 delades mästerskapen upp i en klass för amatörer (amatörlopp i sprint kördes inte vid VM under OS-år från 1972 till 1988) och en för professionella. Denna indelning stod sig till och med 1991, men från 1992 finns det bara en gemnsam herrklass. Det första världsmästerskapen för damer kördes 1958 och sprint har funnits med på programmet sedan dess (1988 och 1992 dock ersatt av sprint vid OS).
Vid världsmästerskapen deltar 28 cyklister i den cup som följder på kvalet. De fyra bästa i kvalet står över första omgången. Fram till och med kvartsfinalerna avgörs matcherna (två deltagare möts i varje match) i ett enkelt möte, men i semifinalerna, finalen och bronsmatchen gäller bäst av tre möten.

## Olympiska spel
Sprint har funnits med vid de Olympiska spelen sedan den första upplagan 1896 och vid alla följande spel utom 1904 (endast lopp på sju olika distanser från 1/4 till 25 engelska mil kördes) och 1912 (inga bancykelgrenar). För damer har sprint funnits med sedan 1988.
24 deltagare går (sedan 2020, dessförinnan 18) vidare från kvalificeringen till fortsatta matcher (enkelmöte mellan två deltagare), där förlorarna kör återkvalslopp (med tre deltagare i första och tredje omgångarna, två i andra). Detta system fortsätter fram till kvartsfinalerna. Därefter möts åkarna två och två i bäst av tre möten, men utan återkval.